# 小樽カントリー倶楽部

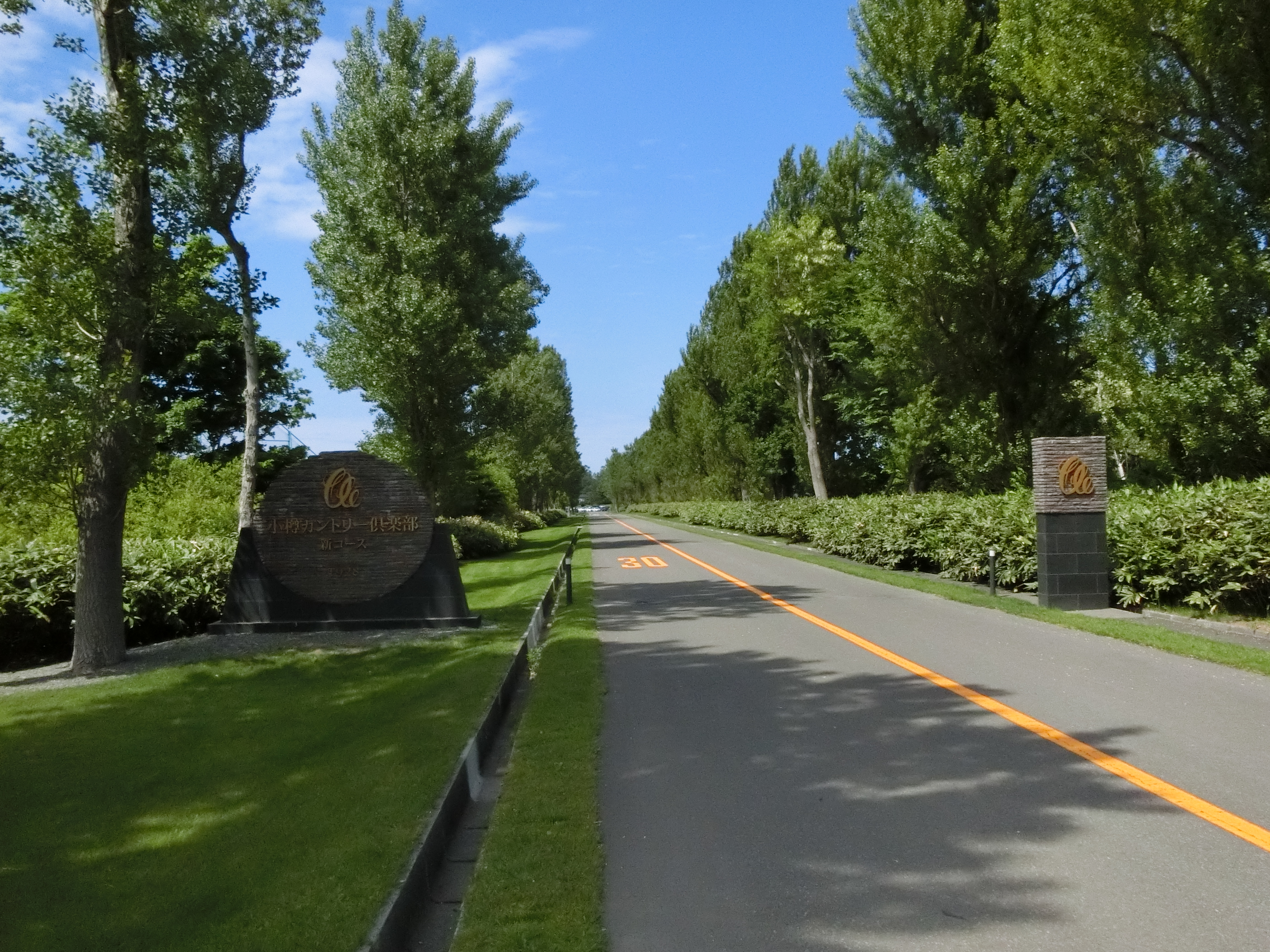
小樽カントリー倶楽部新コースの入口

小樽カントリー倶楽部（おたるカントリーくらぶ）は、北海道小樽市にあるゴルフ場。

## 概要
旧コースと新コースがあり、旧コースは有志が牧場の草地をコースとして1928年（昭和3年）に開設し、北海道のゴルフ発展の礎を築いた。ラフの植生は放牧地の頃から変わらず、日本国内の北限に分布するノシバであり、「北の造園遺産」に選定されている。クラブハウスは建て替えを予定している。
新コースは旧コースに隣接する民有地に1974年（昭和49年）開設。全域がシーサイドの平坦なコースであり、ヤーテージ実数以上の飛距離が求められる難コースになっている。

## 沿革
- 1928年（昭和03年）：小樽ゴルフ倶楽部を設立し、小樽郡朝里村（当時）に銭函コース（3ホール）造成（後に9ホールとなる）。
- 1934年（昭和09年）：北海道ゴルフ聯盟（現在の北海道ゴルフ連盟）創立・加盟。
- 1935年（昭和10年）：日本ゴルフ聯盟（現在の日本ゴルフ協会）加入。「銭函カンツリー倶楽部」と改称[1]。
- 1943年（昭和18年）：戦時下の政策によりクローズし、競馬場として利用される[1]。
- 1953年（昭和28年）：「小樽カントリー倶楽部」としてゴルフ場再開。
- 1961年（昭和36年）：クラブハウス新築[5]。
- 1965年（昭和40年）：旧真駒内コースからナーセリの払い下げを受け、全グリーン改造[5]。
- 1974年（昭和49年）：安田幸吉設計による18ホールの新コースがオープン。
- 1978年（昭和53年）：『倶楽部創立50周年記念式典・競技会』開催。新コースで『日本プロゴルフ選手権大会』開催。
- 1990年（平成02年）：新コースで『日本オープンゴルフ選手権競技』開催。
- 1999年（平成11年）：新コースで『日本オープンゴルフ選手権競技』開催。設計家パスクーツォを招き、新コースの1グリーン改造とペンA2捲種などの改造[6]。
- 2004年（平成16年）：新コースで『サン・クロレラクラシック』開催（2012年まで）。
- 2015年（平成27年）：新コースで『ニトリレディスゴルフトーナメント』開催（2016年以降も開催）。

## ゴルフ場

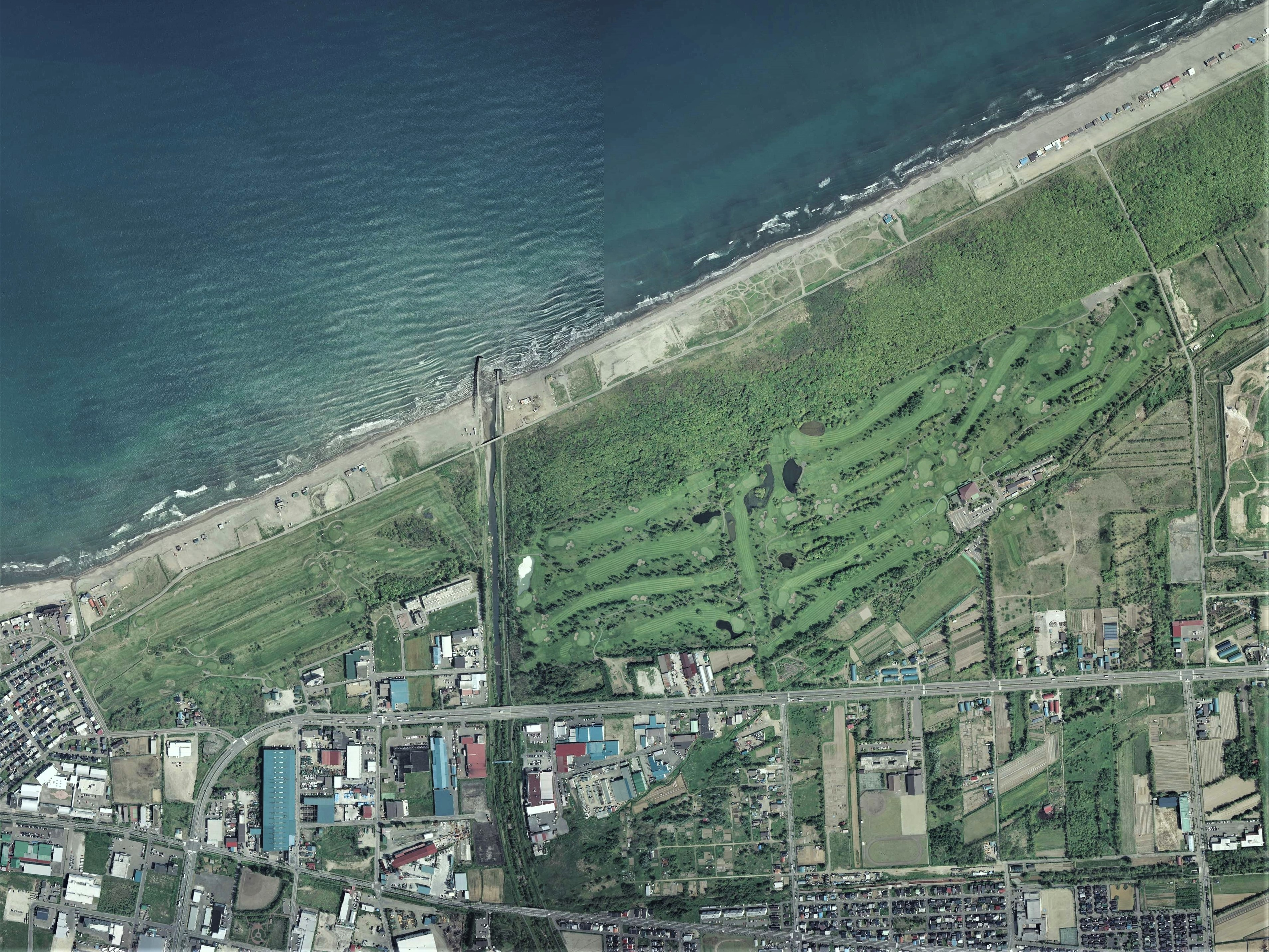
小樽カントリークラブの空中写真。日本海に注ぐ水路を挟んで西側（左）が旧コース、東側（右）が新コース。
2008年5月30撮影の3枚を合成作成。。

### 新コース
小樽カントリー倶楽部 新コース
- 面積：1,007,330 m2
- レイアウト：シーサイド
- グリーン：ペンA2
- フェアウェー・ラフ：ケンタッキーブルーグラス

| HOLE         | 1   | 2   | 3   | 4   | 5   | 6   | 7   | 8       | 9   | OUT         |             |
| ------------ | --- | --- | --- | --- | --- | --- | --- | ------- | --- | ----------- | ----------- |
| Champion.Tee | 448 | 407 | 500 | 185 | 425 | 535 | 190 | 407     | 567 | 3,664       |             |
| Back.Tee     | 428 | 387 | 415 | 163 | 400 | 512 | 163 | 379     | 534 | 3,381       |             |
| Regular.Tee  | 406 | 354 | 388 | 142 | 373 | 492 | 145 | 358     | 502 | 3,160       |             |
| Front.Tee    | 385 | 337 | 360 | 129 | 338 | 473 | 130 | 337     | 456 | 2,945       |             |
| Par          | 4   | 4   | 4   | 3   | 4   | 5   | 3   | 4       | 5   | 36          |             |
| HOLE         | 10  | 11  | 12  | 13  | 14  | 15  | 16  | 17      | 18  | IN          | TOTAL       |
| Champion.Tee | 583 | 452 | 222 | 527 | 359 | 464 | 504 | 230 190 | 462 | 3,803 3,763 | 7,467 7,427 |
| Back.Tee     | 549 | 429 | 194 | 514 | 329 | 439 | 486 | 195 157 | 430 | 3,565 3,527 | 6,946 6,908 |
| Regular.Tee  | 522 | 411 | 178 | 498 | 312 | 404 | 462 | 172 133 | 407 | 3,366 3,327 | 6,526 6,487 |
| Front.Tee    | 512 | 388 | 161 | 485 | 297 | 364 | 447 | 172 133 | 380 | 3,206 3,167 | 6,151 6,112 |
| Par          | 5   | 4   | 3   | 5   | 4   | 4   | 4   | 3       | 4   | 36          | 72          |

施設
- クラブハウス
  - プロショップ
  - レストラン
  - ロッカールーム
  - 浴室
- 練習場 (250y)

### 旧コース
小樽カントリー倶楽部 旧コース
| HOLE        | 1   | 2   | 3   | 4   | 5   | 6   | 7   | 8   | 9   | OUT&IN |
| ----------- | --- | --- | --- | --- | --- | --- | --- | --- | --- | ------ |
| Regular.Tee | 355 | 139 | 380 | 432 | 340 | 487 | 517 | 155 | 328 | 3,133  |
| Par         | 4   | 3   | 4   | 4   | 4   | 5   | 5   | 3   | 4   | 36     |

施設
- クラブハウス
  - レストラン

## 不適切経理・会員権偽造売買
2009年（平成21年）、当時の理事長による出張旅費約500万円の私的流用が明らかとなり、同年6月末に臨時理事会において辞表が受理された。小樽カントリー倶楽部は、土地・建物・設備を所有する株式会社小樽ゴルフ場から施設全部を一括賃借して年間の賃借料を支払って運営しており、株式会社小樽ゴルフ場の代表取締役も同理事長が務める二重構造になっていた。また、同年3月で辞任した小樽カントリー倶楽部前常務理事兼小樽ゴルフ場取締役への報酬支払いも明らかとなり（小樽ゴルフ場の定款では、取締役及び監査役の報酬は全員無報酬としており、小樽カントリー倶楽部の役員も名誉職とされ、職務のために要した実費しか請求出来ない）、問題が大きくなった。さらに、同年9月の臨時総会において発表された調査結果では、前理事長らによる小樽カントリー倶楽部と小樽ゴルフ場への被害額が約1億円になることが判明した。同年10月の理事会・取締役会で前理事長の除名と刑事告訴を全会一致で決定した。同年11月に小樽ゴルフ場が前代表取締役に損害賠償の民事訴訟を、12月には小樽カントリー倶楽部が前理事長と元常務理事に対する損害賠償の民事訴訟を起こした。2011年（平成23年）、小樽ゴルフ場提訴による民事訴訟に対して、裁判所は原告側の損害を認める判決を言い渡した。
2013年（平成25年）には当時の副支配人による会員権の偽造売買疑惑が持ち上がり、小樽カントリー倶楽部は大筋において事実関係を認めた。

## アクセス
- 札樽自動車道銭函ICから車で約5分
- 北海道旅客鉄道（JR北海道）手稲駅北口からタクシーで約15分
- 札幌市中心部から一般道路利用で約30分
- 新千歳空港から高速道路利用で約60分

## 参考資料
- 田野辺薫 (2009年7月23日). “大地の巨匠「小樽カントリー倶楽部」”. Style-GOLD.  ゴルフダイジェスト・オンライン. 2016年10月26日閲覧。

## リンク
- 小樽カントリー倶楽部